# Костенко, Алла Андреевна
Костенко Алла Андреевна (31 декабря 1937 — 2010) — советская и украинская художница по костюмам.

## Краткая биография
Родилась 31 декабря 1937 года. Окончила Московский институт легкой промышленности (1955).
С 1953 г. работала на Киевской киностудии им. А. П. Довженко.
Была членом Союза кинематографистов Украины.
Выехала в 1996 году с Украины.

## Фильмография
Принимала участие в создании лент:
- «Когда поют соловьи» (1956),
- «Мальва» (1956),
- «Далекое и близкое» (1957),
- «Лета молодые» (1958),
- «Грозные ночи» (1960)
- «Королева бензоколонки» (1963),
- «Сказка про Мальчиша-Кибальчиша» (1964),
- «Ребенок» (1967),
- «Хлеб и соль» (1970),
- «Всего три недели…» (1971),
- «Гуси-лебеди летят» (1974),
- «Канал» (1975),
- «Щедрый вечер» (1976)
- «Рожденная революцией» (1977, 9-Ю с),
- «Дударик» (1979),
- «Долгие дни, короткие недели» (1980 т/ф, 2 сек.)
- «Беспокойное лето» (1981, т/ф),
- «Если враг не сдается» (1982),
- «Водоворот» (1983) и др.

## Ссылка
- Фильмография (megabook.ru)